# 응우옌푹찐
응우옌푹찐(베트남어: Nguyễn Phúc Chính / 阮福晸 완복정, 1807년 8월 26일 ~ 1808년)은 응우옌 왕조의 황족이다. 민망 황제의 2번째 아들로, 어머니는 현비(賢妃) 응오티찐이다.

## 생애
자롱 6년(1807년) 8월 26일, 후에 황성에서 태어났다.
자롱 7년(1808년), 요절하였다.